# Erik Ågren
Erik Ågren   (Strängnäs, 3 de gener de 1916 - Hägersten City District, 3 de juliol de 1985) va ser un boxejador suec que va competir durant la dècada de 1930.
El 1936 va prendre part en els Jocs Olímpics d'Estiu de Berlín, on guanyà la medalla de bronze de la categoria del pes lleuger del programa de boxa.
En el seu palmarès també destaca la medalla de plata del pes wèlter al Campionat d'Europa de boxa amateur de 1939, així com els campionats nacionals de 1936 a 1941.